# APSOPAD International
APSOPAD International ou Association Pour le Sourire des Orphelins, des Personnes Abandonnées, des Personnes Âgées et des Démunis International, est une ONG caritative et humanitaire à but non lucratif fondée le 8 juin 2012 à Tanger. Sa finalité est d'aider toutes les catégories sociales en situation de vulnérabilité via des actions humanitaires reposant essentiellement sur le bénévolat humanitaire, de ses membres qui proviennent de différentes nationalités. Ahmed Iraqi, professeur et chercheur universitaire, en est le fondateur et l'actuel président-directeur général,,.
L'ONG est indépendante de toute autorité politique ou économique et se donne pour mission l'encouragement du Bénévolat humanitaire sous toutes ses formes et notamment l'engagement digital. L'association a créé à cet effet des programmes de formation spécialisés promouvant l'action humanitaire professionnelle. Son domaine d'activité stratégique se focalise sur l'éducation et la recherche en matière d'innovation sociale.

## Actions humanitaires
L'ONG a opté pour une stratégie de diversification d'activités humanitaires qui répondent aux problématiques d'éducation, de santé, d'inclusion sociale, d'emploi, de réponses d'urgence humanitaire et de recherche en action sociale. Ses domaines d'action rejoignent 7 Objectifs de développement durable établis par l'ONU.

### Aide humanitaire d'urgence
APSOPAD International distribue diverses aides humanitaires à ses bénéficiaires (Denrées alimentaires de base, médicaments, matériel paramédical, couches, fournitures scolaires, couvertures, vêtements...) qu'elle reçoit entre autres de partenaires non gouvernementaux internationaux,,,,,,,. L'ONG soutient également par les mêmes aides des projets humanitaires pilotés par des clubs sociaux dans des universités,.

### Éducation

#### Scolarisation des bénéficiaires
L'ONG a créé l'organisme APSOPAD School sollicitant l'engagement de bénévoles pour dispenser des cours d'appui scolaire faisant appel à une pédagogie alternative au profit d'enfants orphelins rencontrant des difficultés scolaires. De même, l'ONG dispense dans sa même école un programme de formation en activités génératrices de revenus dédié particulièrement aux migrants subsahariens résidents au Maroc,,,.

#### Formation des acteurs sociaux
Conformément à sa volonté de professionnaliser le bénévolat humanitaire, l'ONG a créé en 2013 l'institut APSOPAD, centre associatif de formation spécialisée dans les métiers de l'action sociale. L'institut forme des assistants sociaux, des éducateurs spécialisés, des conseillers sociaux et des ingénieurs sociaux. Pareillement, en 2017, l'ONG a créé une Académie de leadership social qui forme en management des projets à vocation sociale. En 2020, l'ONG a créé sa propre plateforme E-learning.

### Voyages humanitaires
Les voyages humanitaires sont considérés par l'ONG comme son second domaine d'activité stratégique. Ces sorties s'articulent autour de caravanes humanitaires ciblant les villages isolés et des voyages de plaisance et d'aventure au profit des personnes en situation de vulnérabilité. Concomitamment, l'ONG a lancé le concept de tourisme humanitaire à travers lequel elle vise à encourager le bénévolat humanitaire international tout en participant dans la promotion du tourisme au Maroc.

### Recherche
En 2019, APSOPAD International a créé un laboratoire de recherche en innovation sociale (LABRIS APSOPAD) à travers lequel elle vise à contribuer au développement des pratiques en management social notamment par le biais de l'incubation de projets à fort impact social, la modélisation des expériences professionnelles en action sociale, le développement d'analyses réflexives des programmes à vocation sociale outre l'identification et la mise en œuvre collective de solutions pérennes en matière de responsabilité sociétale des organisations.

### Inclusion sociale
L'ONG organise également des activités de divertissement socio-culturel au profit des personnes aux besoins spécifiques et des enfants en situation difficile. À titre d'exemple, en 2013, l'ONG a impliqué des enfants hébergés et pris en charge par des associations humanitaires dans une activité de peinture du plus grand Drapeau jamais peint à la main et ce sur 65 m² de tissus, considéré comme étant un record dans sa catégorie,,.

## Autofinancement
Au delà des donations des particuliers qu'elle reçoit, l'indépendance totale prônée par l'ONG limite son financement extérieur, ce qui l'a poussé à investir massivement dans la formation des travailleurs sociaux, activité qui lui génère l'essentiel de ses fonds.